# Petxenga
Petxenga (en rus: Печенга, en finès i suec: Petsamo) és un possiólok de l'óblast de Múrmansk, a Rússia.

## Història
La zona de Petxenga històricament estava habitada per l'ètnia sami. El 1533 va passar a ser part de Rússia. El 1920 se'l va annexionar Finlàndia amb el Tractat de Tartu. A la Guerra d'Hivern va ser envaïda per la Unió Soviètica, però fou retornada a Finlàndia al Tractat de Moscou de 1940. No obstant això, després de la subsegüent Guerra de Continuació fou cedida a l'URSS a l'Armistici de Moscou de 1944 i definitivament després de la fi de la Segona Guerra Mundial al Tractat de París de 1947.
Aquest assentament va ser fundat amb el monestir de Petxenga el 1533 pel monjo Sant Tiphon de Petxenga de Nóvgorod.
El 1589 aquest monestir de fusta va ser arrasat pels suecs, el monestir va ser traslladat a prop de la frontera noruega, va ser destruït una vegada més el 1764 i reconstruït el 1880 i encara existeix actualment.
Després de la Segona Guerra Mundial aquesta zona era zona militar. L'explotació del níquel li ha portat molta contaminació.